# Drevo igre
Drevo igre  je v matematiki pojem, ki se nanaša na usmerjene grafe, kjer točke predstavljajo postavitve v igri, povezave pa poteze. Drevo igre podaja skupno število možnih »postavitev« v določeni igri in kaže njen potek. Celo drevo igre podaja potek igre od začetka in vse možne poteze za vsako postavitev.
Igre z večjim grafom imajo višjo stopnjo zapletenosti drevesa igre (zapletenost igre) in v teoriji iger veljajo za »težje«. Šah in go sta klasična zgleda za zelo zapleteni igri z velikima drevesoma igre.
Igra križcev in krožcev (tic-tac-toe) ima na primer stopnjo zapletenosti nekaj več kot 34.000, ker pa je zrcalno simetrična, je število manjše za 3/4 - 26.830.

## Zapletenosti za nekatere igre
| igra              | št. položajev | stopnja zapletenosti | povpr. dolžina | število polj            | viri              |
| ----------------- | ------------- | -------------------- | -------------- | ----------------------- | ----------------- |
| križci in krožci  | 103           | 105                  | 9              | deska 3 × 3, 9 polj     | :15               |
| sim               | 103           | 108                  | 14             | 15 polj                 |                   |
| pentomine         | 1012          | 1018                 | 10             | 64 polj                 | :15               |
| štiri v vrsto     | 1013          | 1021                 | 36             | deska 7 × 6, 42 polj    | :15               |
| angleška dama     | 1018          | 1031                 | 70             | deska 8 × 8, 64 polj    | [ 2 ] [ 3 ]       |
| mlin              | 10            | 1050                 | 50             | 50 polj                 | :15               |
| Lines of Action   | 1024          | 1056                 | 63             | deska 8 × 8, 64 polj    | :15               |
| reversi (othello) | 1028          | 1058                 | 58             | deska 8 × 8, 64 polj    | :15               |
| gomoku            | 10105         | 1070                 | 30             | deska 15 × 15, 225 polj | [ 2 ]             |
| Hex               | 1057          | 1098                 | 40             | deska 11 × 11, 121 polj | :15               |
| šah               | 1047          | 10123                | 80             | deska 8 × 8, 64 polj    | :15               |
| backgammon        | 1020          | 10144                | 50-60          | 2 × 12 + 4 = 28 polj    | :15               |
| kitajski šah      | 1048          | 10150                | 95             | 90 polj                 | :15               |
| Abalone           | 1024          | 10154                | 87             | 61 polj                 | :15               |
| amazonke          | 1040          | 10212                | 84             | deska 10 × 10, 100 polj | [ 4 ] [ 5 ]       |
| šogi              | 1071          | 10226                | 110            | deska 9 × 9, 81 polj    | :15               |
| go                | 10171         | 10360                | 150            | deska 19 × 19, 361 polj | :15               |
| arimaa            | 1043          | 10402                | 92             | deska 8 × 8, 64 polj    | [ 6 ] [ 7 ] [ 8 ] |
| Stratego          | 10115         | 10535                | 381            | deska 10 × 10, 92 polj  | [ 9 ]             |